# One Raffles Quay North Tower
La One Raffles Quay North Tower est un gratte-ciel de bureaux situé à Singapour.
Cette tour fait partie d'un complexe de deux tours appelé One Raffles Quay.